# Gian Francesco Gamurrini
Gian Francesco Gamurrini (Monte San Savino, Arezzo, 18 mai 1835 – Arezzo, 17 mars 1923) est un historien de l'art italien, numismate, archéologue spécialiste de l'Antiquité et des Étrusques.

## Biographie
Gian Francesco Gamurrini est issu d'une famille aristocratique aretine.
Il a manifesté son intérêt pour l'histoire quand il a été désigné par tirage au sort, à l'âge de 25 ans, recteur de la Fraternità dei laici, une ancienne confrérie d'Arezzo, dont il publia l'histoire à la fin de son mandat.
Bien qu'il ait étudié à Pérouse, la bibliothèque de la Fraternité fut sa véritable école, suscitant son intérêt pour les  monnaies et les études étrusques.
Emil Hübner, qui était présent à la bibliothèque d'Arezzo afin de collecter des informationsins pour le Corpus Inscriptionum Latinarum(édité par Theodor Mommsen) l'a présenté à Wilhelm Henzen, et ensemble, ils l'encouragérent à publier son premier ouvrage, Le iscrizioni degli antichi vasi fittili aretini (1859).
Il a commencé à recueillir des inscriptions étrusques et romaines dans la région d'Arezzo, un projet dont il n'a pas achevé la rédaction afin de le rendre publiable. Il a aussi exploré les sites étrusques et romains d'Italie centrale. Ce travail lui a permis de rédiger une carte archéologique de l'Italie centrale.
En 1865, il se dévoua pour la protection du patrimoine artistique d'Arezzo car les monastères étaient dissous et les églises, devenues inutiles, abandonnées. Son premier succès fut constitué par le sauvetage du démembrement du maître-autel de Santa Maria della Pieve à Arezzo, comportant  un tableau de Vasari. À cette époque, il rencontra à Rome Francesco Orioli, dont Gamurrini suivait assidument les cours sur l'épigraphie étrusque. La méthode enseignée par Orioli (enregistrement des résultats de ses recherches par sujet) lui permit de rédiger le Schedario Gamurrini le reste de sa vie.
En 1867, le ministre Coppino le nomma afin de diriger les musées d'antiquités dans les nouvelles galeries royales de Florence. Au cours de ses huit années de direction il a été un acerbe défenseur du patrimoine archéologique en se battant contre les ventes sauvages sur le marché noir. Son but était d'instaurer un programme pour la protection du patrimoine culturel, comme annoncé dans un Articli recenti Delle scoperte e della fortuna cattiva dei monumenti antichi en Étrurie (1868).
Il a collaboré avec le numismate florentin Carlo Strozzi et fondé la revue Periodico di Numismatica e Sfragistica per la Storia d'Italia qui a pris fin avec la mort de Strozzi en 1875. Leurs énergies combinées avaient permis d'ouvrir en 1871 le Museo Etrusco di Firenze (Musée des Antiquités étrusques de Florence).
Gamurrini s'est employé à maintenir la vigilance sur les fouilles entreprises dans l'Italie centrale, dans le but d'enrichir les collections du Musée étrusque. Sous sa direction les vases peints de la collection Campana et le Sarcophage des Amazones provenant de Tarquinia ont été ajoutés aux collections du musée.
Les frictions bureaucratiques ont amené Gamurrini à démissionner de ses fonctions publiques, à refuser une place dans l'archéologie à Bologne et de se retirer à Monte San Savino où il continua à travailler dans le réseau des antiquaires locaux.
À partir de 1892 Gamurrini a été  le directeur de la Biblioteca e Museo della fraternità dei laici d'Arezzo ce qui lui a permis de compiler les Bibliografia dell'Italia antica(1905).
Le sud-est de Val di Chiana, dans la province italienne d'Arezzo moderne, est bien connue pour la présence de vestiges étrusques, en particulier au voisinage des villes modernes de Cortone et de Chiusi. Gamurrini a été un pionnier dans ce domaine: il a publié ses travaux sur le site étrusque, devenu la villa romaine impériale à Ossaia, une petite banlieue au sud-est de Cortone  en 1881.
À Arezzo, une rue lui est dédiée.

## Monnaies étrusques
Gian Francesco Gamurrini a écrit une étude sur le matériel alors disponible ; il a suivi la datation de Mommsen mais a noté des similitudes entre la litrae de Populonia et la monnaie de Syracuse concernant les monnaies en argent et a mis en évidence les similitudes entre les signes de valeur entre les monnaies en bronze étrusques et romaines. Il a été le premier à publier les contenus du trésor avec les types de Volterra (IGCH 1875) ainsi que et d'autres découvertes.

## Ouvrages
- Avec Ariodante Fabretti, Primo-Terzo Supplemento alla raccolta delle antichissime inscrizioni italiche, con l'aggiunta di alcune osservazioni paleografiche e grammaticali di A. Fabretti: préface inscriptionum eCorpus al italicarume ed ai suoi supplementi di Ariodante Fabretti, édition Gian Francesco Gamurrini, 1872.
- Di qual tempo fosse la Dottrina dei dodici apostoli, 1887.
- Hilaire, Égérie, Pierre Diacre, Gian Francesco Gamurrini, Silvia, S. Hilarii Tractatus de mysteriis Et Hymni (Biblioteca dell'Accademia storico-giuridica), 1887.
- Égérie, Silvia, Gian Francesco Gamurrini, S. Silviae Aquitanae Peregrinatio ad Loca sancta, 1888.
- Gian Francesco Gamurrini, Antichità del territorio falisco esposte nel Museo nazionale romano a villa Giulia, illustrations par Felice Barnabei et da G. F. Gamurrini, A. Cozza ed A. Pasqui. Part 1, 1895.
- Iscrizioni inedite di Capua, 1903.
- Bibliografia dell'Italia antica, vol I, 1905.
- Corrado Lazzeri, Bibliografia dell'Ialia Antica, Tipografia Ditta Enrico Zelli, Romme, 1933.

## Source
- (en) Cet article est partiellement ou en totalité issu de l’article de Wikipédia en anglais intitulé « Gian Francesco Gamurrini » (voir la liste des auteurs).